# Каменское побоище
Каменское побоище или битва на Логозовицком поле — сражение в ходе псковско-ливонской войны 1406—1409 годов, произошедшее 21 августа 1407 года у городища Камно к западу от Пскова.
Накануне битвы магистр Ливонского ордена Конрад фон Фитингхоф, собрав силы Ордена и Курляндского епископства, выступил из Вейсенштейна и вторгся в Псковскую землю. Направляясь к Пскову с целью взятия его, ливонское войско стало лагерем у бродов через реку Великую у Туховитиц, однако броды были заблокированы псковичами, которые в течение четырёх дней отбивали ливонцев. Видя, что сил для преодоления сопротивления не хватает, фон Фитингхоф распорядился отступать к Камно в 20 км к северо-западу, где рассчитывал на соединение с флотилией из Ревеля. Она ожидалась со стороны Псковского озера по реке Каменке и была необходима для переправы на правый берег Великой.
На Логозовицком поле близ Камно ливонцы были настигнуты псковичами, войско которых насчитывало 700 человек. Численность ливонского войско достоверно не известна, однако она могла превышать численность псковского. Поход на Псков планировался Орденом более чем полгода, в войске присутствовали рыцари из Тевтонского ордена и рыцари-«гости» из Европы. Псковичи сходу атаковали готовые к бою ливонские войска, занявшие выгодную позицию. Ливонцы выдержали первый натиск и битва приняла характер напряжённой схватки. Обе стороны понесли тяжёлые потери. Со стороны псковичей погибли три посадника, много «бояр» и «сельских людей». Потеря высокопоставленных людей позволяет предположить, что ливонцы контратаковали центр псковского построения и опрокинули его. Однако, по данным псковских летописей, потери самих ливонцев даже превышали псковские: «а немецьких князеи и боляръ избиша много, ие толко колко псковичь пало, но и боле…». Псковичи вынуждены были отступить, но сделали это организованно и даже захватили с собой трофеи.
Таким образом Каменское побоище закончилось тактической победой ливонцев, сохранивших за собой поле битвы. Однако из-за серьёзных потерь фон Фитингхоф был вынужден прекратить поход на Псков и отойти в Ливонию. Это решение было принято несмотря на то, что суда псковичей у входа в Тёплое озеро не смогли помешать ливонской флотилии. Серьёзные потери лишили и псковскую сторону военной инициативы в войне.
Кровопролитное Каменское побоище оставило глубокий след в исторической памяти псковичей. Так, Псковская I летопись ставила его в один ряд с Раковорской битвой.